# Свети Димитър (Конско)
Вижте пояснителната страница за други значения на Свети Димитър.
„Свети Великомъченик Димитър“ или „Свети Димитрий“ (на македонска литературна норма: „Свети Димитриј“, „Свети Димитар“) е възрожденска православна църква в гевгелийското село Конско, югоизточната част на Северна Македония. Част е от Повардарската епархия на Македонската православна църква.
Църквата е разположена в южния край на селото. Според надпис над южния вход, тя е построена в 1858 година. Строител на църквата е видният дебърски майстор Андон Китанов.

## Галерия
- Църквата в 1931 година
- Камбанарията на църквата
- Стенописът над южния вход